# Maliha Zulfacar
Maliha Zulfacar (sinh năm 1961) là một giáo sư đại học người Afghanistan và là đại sứ của Afghanistan tại Đức từ năm 2006 đến 2010.

## Đầu đời
Zulfacar sinh năm 1961 tại Kabul, thủ đô của Afghanistan. Cha bà là một nhân viên ngoại giao. Sau khi hoàn thành chương trình học phổ thông, bà chuyển đến Đức và theo học tại Đại học Công nghệ Braunschweig. Bà cũng tốt nghiệp Cử nhân, Thạc sĩ và Tiến sĩ về xã hội học, lần lượt tại Western College for Women, Đại học Cincinnati và Đại học Paderborn.

## Sự nghiệp
Bà giảng dạy bộ môn Xã hội học tại Đại học Kabul cho đến năm 1979. Bà rời Afghanistan sau Chiến tranh Liên Xô–Afghanistan và định cư ở Đức một thời gian ngắn trước khi chuyển đến Hoa Kỳ. Tại đây, bà trở thành giảng viên của Đại học Bách khoa Bang California. Bà cũng từng là giám đốc của Viện Nghiên cứu Afghanistan Hoa Kỳ và xuất bản cuốn sách đầu tay Afghan Immigrants in the USA and Germany năm 1998. Bà trở lại Afghanistan vào năm 2001. Tháng 11 năm 2006, bà được bổ nhiệm làm đại sứ Afghanistan tại Kabul, và giữ chức vụ này cho đến năm 2010. Bà cũng là đạo diễn của hai bộ phim tài liệu về cuộc sống ở Afghanistan.